# Przejrzyste Światło
Przejrzyste światło (tyb. འོད་གསལ་, Wylie. ‘od gsal), inna nazwa „czyste światło” – termin stosowany w buddyzmie tybetańskim związany z tantrami jogi najwyższej.

## Etymologia
Termin „Przejrzyste światło” po tybetańsku wymawia się Ösel (Wylie. 'od gsal). Dziamgon Kongtrul Lodro Thaje w encyklopediach buddyzmu definiuje znaczenie terminu w ten sposób, że inherentna świetlistość (Wylie. rang ’od) natury jest przejrzysta, tj. rozjaśnia (Wylie. gsal) bez żadnych przeszkód i ograniczeń. Inaczej mówiąc terminu „Przejrzyste światło” używa się w celu wyjaśniania, że pomimo nieodnalezienia żadnej inherentnej natury, jest jednak spontanicznie obecna świetlista zjawiskowość (Wylie. snang ba).

## Zastosowanie terminu

### Teorie o naturze rzeczywistości
Termin Przejrzyste Światło jest synonimem pojęcia natura Buddy stosowanego powszechnie w Mahajanie i jest potocznie rozumiany jako natura umysłu. Jednak nie jest to ścisłe rozumienie, gdyż należałoby wtedy zrównać „naturę umysłu” z „naturą buddy”, co przez to oznaczałoby, że umysł jest buddą i nawiązywało do nauk filozofii czittamatra, która jest krytykowana przez madhjamakę. Dziamgon Kongtrul Lodro Thaje w encyklopediach buddyzmu definiuje:
„to co nazwane jest „samsarą” i „nirwaną” jedynie jest z perspektywy zjawisk wydających się (tylko) przejawiać (w zgodzie z poglądem madhjamaki). Inherentna, wrodzona natura ich obu to „Przejrzyste Światło” wolne od (konceptualnych) wytworów, które powiada się, że jest naturą buddy (Wylie. bde bar gshegs pa’i snying po, sanskryt. sugatagarbha)”.
Stan Przejrzystego Światła można najprościej rozumieć jako naturę szczęścia, niewyczerpane źródło oświecenia i bodhićitty dla pożytku wszystkich czujących istot, nieuwarunkowaną błogość, niezależną od osiągania czy wysiłków, a wrodzoną każdemu bez względu na to ile emocjonalnych, konceptualnych lub nawykowych zaburzeń ją zakrywa. Jest wtedy jak „przejrzyste jesienne niebo”, którego nie mogą dotknąć zakrywające chmury, gdyż nie są one jego istotą.

### Terminologia praktyk
Źródło terminu pochodzi z takich tantr jak Guhjasamadźa i Kalaczakra. Jest to stan poza konceptualnymi aktywnościami i poza dualizmem „subiekt-obiekt”, wrodzony każdej czującej istocie, który kontynuowany jest nieprzerwanie nawet po śmierci poprzez kolejne odrodzenia, a gdy osiągnie się stan buddy, zwany dharmakają, jest tego podstawą. Tantry opisują, że jest to przejrzysta i świetlista natura, która sama w sobie jest wielką błogością i mądrością siunjata. Natury tej nie mogą ogarnąć mroki Niewiedzy oraz ma zdolności poznawania. Stan Przejrzystego Światła „świta” na krótko w czasie naturalnego procesu umierania, dając każdemu niezwykłą możliwość osiągnięcia wyzwolenia, jeżeli zrealizowało się w ciągu życia praktykę związaną z tantrami, mahamudrą lub dzogczen. Nauki te opisują, że aby osiągnąć oświecenie należy połączyć naturalną wrodzoną każdemu obecność Przejrzystego Światła, które nazywają „Matką”, ze stanem Przejrzystego Światła zwanego „Dzieckiem”, pochodzącym ze zrealizowania praktyki tantr lub dzogczen odnośnie do natury rzeczywistości siunjata. Wówczas spotkanie „Matki” z „Dzieckiem” jest całkowitym rozpoznaniem i zrealizowaniem.
Tantry jogi najwyższej to szczególne metody, które umożliwiają praktykującemu pod koniec życia przebywanie w stanie „Przejrzyste Światło”. Jeżeli przebywanie w „Przejrzystym Świetle” można będzie kontynuować pod koniec naturalnego procesu własnej śmierci, co po tybetańsku nazywać się będzie tukdam (wylie. thugs dam), to w zamian formowania się stanu przejściowego bardo stawania się (Wylie: srid pa bar do) nastąpi formowanie się tantrycznego „Iluzorycznego Ciała” (Wylie. sgyu-lus), „ciała” z którego następnie może być wybrane „Ciało Emanacji” (tulku, Wylie. sprul sku). Tantrycznie transformowane jest w ten sposób tworzenie się własnej samsary w tworzenie się trzech ciał Buddy odpowiadających mahajanie, odpowiednio dharmakaji, sambhogakaji i nirmanakaji. Powszechnie znanymi postaciami tulku w buddyzmie są dalajlamowie i karmapowie. Według tych tantr, jeżeli nie rozpozna się stanu Przejrzyste Światło pod koniec procesu umierania, to nastąpi stan „pośmiertny” zwany stanem bardo stawania się (Wylie: srid pa bar do).
Dzogczen nazwą Przejrzyste Światło określa pierwszy etap czteroetapowego bardo dharmaty (Wylie: chos nyid bar do). Różni się to zasadniczo od terminologii tantr jogi najwyższej, która nie uwzględnia tego bardo, a tylko bardo stawania się (Wylie: srid pa bar do). Bardo dharmaty według dzogczen jest pierwszym okresem „pośmiertnym” a bardo stawania już drugim. Bardo dharmaty dzieli się na następujące cztery etapy, które jeżeli się rozpozna, prowadzą do wyzwolenia:
1. Przestrzeń przechodzi w Przejrzyste Światło (Wylie: nam mkha’ 'od gsal la thim pa). Przestrzeń to stan uwolnienia po zjawiskach (jak w teorii tantr jogi najwyższej) zanikania świadomości (tzn. bieli, czerwoności, czerni-nicości)[11], a Przejrzyste Światło jest już pierwszą fazą bardo dharmaty;
2. Przejrzyste Światło przechodzi w Zjednoczenie, tj. drugą fazę bardo dharmaty (Wylie: 'od gsal zung 'jug la thim pa);
3. Zjednoczenie przechodzi w Pierwotną Mądrość, tj. trzecią fazę bardo dharmaty (Wylie: zung 'jug ye shes la thim pa);
4. Pierwotna Mądrość przechodzi w Spontaniczną Obecność, tj. czwartą fazę bardo dharmaty (Wylie: ye shes lhun grub la thim pa).

Dopiero po tego nierozpoznaniach manifestuje się stopniowo Umysł (Wylie: sems), który zaczyna doświadczać zjawisk jako dualistycznie oddzielonych od niego, a w wyniku tego Umysłu następuje przekształcenie się zjawisk z bardo dharmaty (Wylie: chos nyid bar do) w sansaryczne formy pięciu żywiołów (przestrzeni, wiatru, ognia, wody, ziemi) w czasie drugiego bardo „stawania się” (Wylie: srid pa bar do), aż do odrodzenia po stanie bardo w świecie, a po odrodzeniu życie w świecie dualności „ja – inne” i konceptualności, kiedy aktywny jest Umysł (Wylie: sems).